# Рандолф Черчил (лорд)
Лорд Рандолф Хенри Спенсер-Черчил (13. фебруар 1849—24. јануар 1895) је био британски државник. Био је отац будућег премијера, Винстона Черчила. Винстон је 1906. године написао биографију свог оца, Лорд Рандолф Черчил (енгл. Lord Randolph Churchill).

## Младост
Рандолф је рођен у Лондону. У јануару 1863. је отишао на студије у Итон Колеџ, где је остао до јула 1865. Тамо се није издвајао ни у спорту, ни академски; његови савременици су га описивали као живахног и самовољног. У октобру 1867. године је уписао Мертон колеџ у Оксфорду.  Он је имао наклоност за спорт, али је такође био страствени читалац. Године 1871, Черчил и његов старији брат, Џорџ, су птимљени у ложу слободних зидара. Касније ће и  његов син Винстон постати члан.

### Утицај и брак
Лорд Рандолф Черчил се оженио са Џени Џероме у Њујорку у САД, 15. априла 1874. Пар је имао два сина:
- Винстона Леонарда Спенсера Черчила (1874–1965)
- Џона Стренџ Спенсера Черчила (1880–1947)

Сматра се да је Рандолф можда имао сифилис. Новија истраживања доводе ово у сумњу и износе да је тумор мозга боље објашњење за Рандолфове симптоме. Износе да његова супруга и деца нису имали сифилис. Један од разлога зашто се мисли да је имао сифилис је то што га је лечио доктор Оскар Клејтон, стручњак за лечење сифилиса.

## Касније године и смрт
Рандолфово здравље се погоршавало током 1890-их.  Због здраствених разлога и опуштања је 1891. године отишао у Јужну Африку. Неколико месеци је путовао по Кејп колонији, данашњој Јужноафричкој Републици, и Родезији. Док је путовао, писао је о економији и политици држава које је посећивао, писао за Лондонске новине и ловио лавове. Касније су његова дела објављена под називом Људи, рудници и животиње у Јужној Африци (енг. Men, Mines and Animals in South Africa).
Рандолфово стање се погоршало током 1894. године. Тешко се разболео, тако да је морао да се врати из Уганде у Енглеску на лечење. Стигао је пре божића и убрзо умро у Лондону, 24. јануара наредне године. Након његове смрти, вредност његовог имања је процењена на £ 75.971. То је око £ 6,45 милиона у данашење време.
Његов син, Винстон Черчил, је умро на исти дан као он, 24. јануара. Винстон је умро тачно 70 година након очеве смрти, мада је живео дупло дуже.